# Brighton, Tennessee
Brighton är en ort i Tipton County i Tennessee. Brighton hade 2 735 invånare enligt 2010 års folkräkning.